# Trịnh Sảng
Trịnh Sảng (tiếng Trung: 郑爽, sinh ngày 22 tháng 8 năm 1991) là nữ cựu diễn viên người Trung Quốc nổi tiếng với vai diễn đầu tay Sở Vũ Tiêm trong phim truyền hình Cùng Ngắm Mưa Sao Băng (一起来看流星雨).

## Tiểu sử
Trịnh Sảng sinh ra tại Thẩm Dương, Liêu Ninh, Trung Quốc. Mẹ là bà Lưu Diễm, làm nhân viên văn phòng, còn cha cô - ông Trịnh Thành Hoa làm kinh doanh. Tại Thẩm Dương từng có một nữ minh tinh là Trịnh Sảng, mẹ cô rất thích ngôi sao nữ đó bèn chọn tên này cho con gái, cũng là gửi gắm tâm tư kỳ vọng. Để bồi dưỡng năng khiếu nghệ thuật, cha mẹ cho cô theo học piano, sáo, múa và các bộ môn khác từ khi còn nhỏ. Quỹ thời gian lúc này rất eo hẹp, cô liên tiếp học vượt nhiều lớp ở bậc tiểu học, song song các môn văn hoá và nghệ thuật.
Năm 4 tuổi, Trịnh Sảng lần đầu biểu diễn múa trên sân khấu. Từ khi 5 tuổi, cô liên tục tham gia các cuộc thi và biểu diễn trên truyền hình. Năm 1997, Trịnh Sảng cũng được xếp vào hàng  ngôi sao nhí ở Thẩm Dương. Cha mẹ cô đã gửi con gái đến Thành Đô học nghệ thuật một mình từ năm 12 tuổi. Năm 2005, cô cũng giành được huy chương vàng trong cuộc thi múa của thành phố Thẩm Dương.
Năm 16 tuổi, Trịnh Sảng tham dự kỳ thi năng khiếu và được nhận vào Học viện Điện ảnh Bắc Kinh (đủ điều kiện), Học viện Hí kịch Thượng Hải (xếp hạng 18), Học viện Hý kịch Trung ương (xếp thứ 8). Sau khi tham khảo ý kiến của cha mẹ, Trịnh Sảng đã chọn Học viện Điện ảnh Bắc Kinh, trở thành sinh viên trẻ nhất khoá 2007 của Khoa Biểu diễn, là bạn cùng lớp với Sái Bích Vân, Cảnh Điềm, Lư Sam (卢杉), Từ Tiểu Táp (徐小飒), Hám Thanh Tử. Dù nhỏ tuổi nhất trong lớp, Trịnh Sảng cũng rất nỗ lực, đạt danh hiệu sinh viên xuất sắc, sinh viên ba tốt và học bổng.

## Sự nghiệp
Tháng 2 năm 2009, Trịnh Sảng vào vai nữ chính trong phim truyền hình Cùng Ngắm Mưa Sao Băng. Bộ phim đã đứng vị trí đầu tiên trong bảng xếp hạng tỷ suất người xem thời điểm đó.
Tháng 2 năm 2010, cô tiếp tục tham gia phần hai có tên Lại cùng Ngắm Mưa Sao Băng  và một lần nữa lập kỷ lục về lượng người xem. Nhờ vai diễn này cô được nhận đề cử hạng mục nữ diễn viên xuất sắc nhất tại Lễ trao giải Kim Kê lần thứ 25, người trẻ tuổi nhất trong danh sách đề cử năm đó. Tháng 7 năm 2010, cô tham gia phim điện ảnh Họa Bích của đạo diễn Hồng Kông Gordon Chan vai tiểu tiên nữ Mẫu Đơn, đóng cùng vợ chồng Đặng Siêu - Tôn Lệ. Tháng 11 cùng năm, cô tham gia phim điện ảnh Vô Cực Hạn vai Tiểu An với mái tóc ngắn tinh nghịch.
Tháng 2 năm 2011, Trịnh Sảng góp mặt trong phim truyền hình Võ Tắc Thiên Bí Sử với vai Thái Bình Công Chúa của đài Hồ Nam. Tháng 4 năm 2011, cô tham gia phim truyền hình Hoàng Đồ Đằng vai Ninh Thái Điệp. Tháng 7 năm 2011, cô tham gia phim truyền hình Thái Bình công chúa bí sử vai Thái Bình công chúa và An công chúa.
Năm 2012, nhờ vai Mẫu Đơn cô được đề cử danh hiệu Nữ diễn viên mới xuất sắc nhất giải Kim Tượng (LHP Hong Kong) lần thứ 31. Cô cũng tham gia phim truyền hình Đẳng cấp quý cô 2 vai Phương Diệc Phi và Mục Tiểu Nghiên.
Năm 2013, cô nhận vai khách mời trong phim truyền hình Thiếu niên tứ đại danh bổ; Cổ Kiếm Kì Đàm vai Tương Linh; Mỹ Nhân Tư Phòng Thái vai Tống Ngọc Điệp.
Năm 2014, cô tham gia khá nhiều phim: Người đàn ông bắt được cầu vồng vai Ngô Thái Hồng; Thiên thiên hữu hỉ vai Bạch Tuyết đảo chủ; Cực phẩm nữ sinh phần 3 vai Cổ Linh tinh quái; Ngũ thử náo Đông Kinh vai Đinh Nguyệt Hoa; Vẫn cứ thích em vai Tiêu Hàm; Tình yêu vượt qua ngàn năm vai Lâm Tương Tương.
Năm 2015, Trịnh Sảng đóng vai chính trong phim truyền hình Tịch mịch không đình xuân dục vãn vai Vệ Lâm Lang. Tháng 8 năm 2015, cô cũng vào vai nữ chính Bối Vy Vy trong phim truyền hình Yêu Em Từ Cái Nhìn Đầu Tiên.
Ngày 15 tháng 2 năm 2016, cô kết thúc hợp đồng với Công ty giải trí Thiên Ngu, sau đó đứng ra thành lập Trịnh Sảng Studio của riêng mình và bắt đầu hoạt động độc lập với sự trợ giúp của bố, mẹ và cậu em họ làm quản lý.
Năm 2016, tham gia phim truyền hình Người tình phỉ thúy vai Thẩm Thần Hi và phim truyền hình Hạ chí chưa đến vai Lập Hạ.
Năm 2017, cô góp mặt trong phim Ngộ Không Truyện với vai Hằng Nga, nhận được đề cử Nữ diễn viên chính xuất sắc nhất tại Liên hoan phim Ma Cao lần thứ 9.
Năm 2017, tờ Forbes Trung Quốc đã liệt kê Trịnh Sảng vào danh sách 30 Under 30 Asia 2017, bao gồm 30 người dưới 30 tuổi có ảnh hưởng và có ảnh hưởng đáng kể trong lĩnh vực của họ.
Năm 2018, Trịnh Sảng đóng vai chính cùng với La Tấn trong bộ phim tình cảm My Story for You. Cùng năm, cô tham gia sáng tác kịch bản cho bộ phim tình cảm thuộc thể loại giả tưởng Hi, I'm Saori, đồng thời đảm nhận vai chính.
Ngày 6 tháng 6 cùng năm, Trinh Sảng thành lập Công ty Văn hóa và Điện ảnh Trịnh Sảng Cửu Giang (九江郑爽影视文化有限公司).
Năm 2019, ba bộ phim truyền hình Thanh Xuân Đấu, Bi thương ngược thành dòng sông (流淌的美好时光) và Yêu em từ cái nhìn đầu tiên do Trịnh Sảng đóng chính đã được phát sóng. Ngày 10 tháng 12, Trịnh Sảng được mời tham dự Hội nghị lần thứ 25 về biến đổi khí hậu của Liên hợp quốc năm 2019 và có bài phát biểu.

## Đời tư
Tháng 4 năm 2018, Trịnh Sảng được mời làm huấn luyện viên dẫn dắt đội thi chế tạo robot tranh tài trong chương trình truyền hình Đây chính là người máy mùa đầu tiên. Cũng từ đây cô quen biết với nhà sản xuất Trương Hằng, vào tháng 7 giới truyền thông tung ảnh chụp của cặp đôi.
Ngày 28 tháng 8 năm 2018, Trương Hằng lần đầu xác nhận nhận mối quan hệ với Trịnh Sảng. Vào tháng 12, Trịnh Sảng và Trương Hằng đã đăng ký thành lập Công ty TNHH Công nghệ Trí tuệ Nhân tạo Kình Lộc Tọa Thượng Hải (上海鲸谷座人工智能科技有限公司). Trịnh Sảng là cổ đông lớn nắm giữ 68% cổ phần còn Trương Hằng 32% cổ phần.
Ngày 18 tháng 1 năm 2019, Trương Hằng đăng ký thành lập "Công ty TNHH Công nghệ Trí tuệ Nhân tạo Kình Quai Quai Thượng Hải" với cổ đông duy nhất là Kình Lộc Tọa được thành lập trước đó bởi cặp đôi, công ty đã cho ra mắt ứng dụng di động M77 với khẩu hiệu "Hành tinh riêng cho Trịnh Sảng và những người bạn của cô ấy".. Cùng năm, Trịnh Sảng và Trương Hằng tham gia chương trình thực tế Tình yêu của con gái, nhưng đến tháng 10, người dùng mạng lại nhận thấy Trịnh Sảng rao bán những món đồ đôi với Trương Hằng. Vào tháng 12 cùng năm, cả hai tuyên bố chia tay.

### Bê bốimang thai hộvà từ bỏ con ruột
Vào chiều ngày 8 tháng 1 năm 2021, phóng viên của The Paper đã tìm hiểu từ Tòa án nhân dân quận Tĩnh An, Thượng Hải, tòa án đã thụ lý hồ sơ tranh chấp cho vay tư nhân giữa Trịnh Sảng và Trương Hằng và sẽ xét xử sơ thẩm lần 2 vào ngày 19 tháng 1 năm 2021 tại Tòa án nhân dân trung cấp số 2 Thượng Hải (上海市第二中级人民法院).
Ngày 18 tháng 1 năm 2021, Trương Hằng và Trịnh Sảng gây bất ngờ lớn với thông tin cả hai kết hôn vào năm 2019.. Cả hai đã chia tay và vụ ly hôn sẽ được xét xử tại Hoa Kỳ vào ngày 22 tháng 3 năm 2021. Cùng ngày, Trương Hằng đã đăng một bài báo trên Internet để bác bỏ tin đồn phủ nhận việc lừa đảo, cho vay nặng lãi, trốn nợ và bỏ trốn sang Hoa Kỳ để có tiền, đồng thời giải thích rằng anh ta ở lại Hoa Kỳ với mục đích "Bảo vệ hai sinh mạng non nớt vô tội" kèm theo những bức ảnh thân mật của mình và 2 con. Không lâu sau khi vụ việc được đưa ra ánh sáng, việc Trịnh Sảng tỏ ra bực dọc khi biết thai nhi đã được bảy tháng và không thể phá thai trong đoạn băng ghi âm cuộc nói chuyện giữa cha mẹ hai bên đã gây xôn xao trên khắp các trang mạng Internet tại Trung Quốc.
Vào tối ngày 20 tháng 1 năm 2021, người phát ngôn của Tổng cục Quảng bá Phát thanh Truyền hình Quốc gia Trung Quốc đã xuất bản một bài báo về vụ việc này, chỉ trích việc mang thai hộ và bỏ rơi con của Trịnh Sảng đã đi ngược lại đạo đức xã hội, pháp luật và thuần phong mỹ tục, mất đạo đức cá nhân, cho biết rằng họ sẽ không được cung cấp cơ hội và nền tảng để nghệ sĩ có vết nhơ ảnh hưởng đến công chúng.
Ngày 23 tháng 1 năm 2021, cha của Trịnh Sảng, ông Trịnh Thành Hoa đã đích thân xin lỗi về sự cố qua video. Ông nói rằng với tư cách là cha mẹ, ông đã không chỉ dẫn con cái mình một cách chính xác. Về lý do lựa chọn mang thai hộ, ông cho biết vì công việc, con gái ông "có thể chất hoàn toàn không tốt" nên cô đã chọn phương pháp này. Nhưng ông cũng đã thừa nhận hành vi của cô là sai, nghĩ rằng Trịnh Sảng có thể bốc đồng, nhưng là cha mẹ cũng có trách nhiệm, không nên ủng hộ cô, cũng hy vọng thế giới bên ngoài sẽ không soi xét hành động này.

### Bê bối sự việc "Hợp đồng âm dương" và trốn thuế
Vào tháng 4 năm 2021, Trịnh Sảng bị nghi ngờ đã ký "Hợp đồng âm dương", chia nhỏ thu nhập của mình để lấy "thù lao đắt đỏ" và trốn thuế. Sau khi điều tra, được biết Trịnh Sảng đóng vai chính trong bộ phim truyền hình "Thiện Nữ U Hồn" vào năm 2019 đã thỏa thuận với nhà sản xuất mức thù lao 160 triệu NDT (~561 tỷ VND), thực tế thu được 156 triệu NDT (~547 tỷ VND), nhưng không kê khai thuế theo quy định của pháp luật, trốn tránh 43,2 triệu NDT (~151 tỷ VND) tiền thuế. Đồng thời, người ta phát hiện ra rằng Trịnh Sảng có thu nhập từ hoạt động nghệ thuật khác là 35,07 triệu NDT (~123 tỷ VND), trốn thuế 2,24 triệu NDT (~7,8 tỷ VND). Tổng cộng, Trịnh Sảng đã không khai báo thu nhập cá nhân là 191 triệu NDT (~670 tỷ VND) từ năm 2019 đến năm 2020, trốn 45.27 triệu NDT (~159 tỷ VND) tiền thuế và nộp thiếu các khoản thuế khác là 26.52 triệu NDT (~93 tỷ VND).
Vào tháng 8 năm 2021, Cục Thuế Thượng Hải đã cưỡng chế Trịnh Sảng bổ sung thuế, phí nộp chậm và phạt tổng cộng 299 triệu NDT (~1050 tỷ VND).
Vào ngày 27 tháng 8 năm 2021, Trịnh Sảng đã đưa ra một bức thư xin lỗi trên Weibo, xin lỗi về hành vi trốn thuế, chấp nhận bị phạt hành chính, đồng thời hứa sẽ nộp thuế và tiền phạt đúng hạn.
Song vào tháng 3 năm 2023, sau nhiều lần điều tra, kiện tụng thì Cục Thuế Cửu Giang đã xác nhận Trịnh Sảng vô tội.

## Danh sách phim

### Phim điện ảnh
| Năm  | Phim                | Vai                  | Diễn Chính                   | Ghi Chú |
| ---- | ------------------- | -------------------- | ---------------------------- | ------- |
| 2010 | Họa Bích            | Mẫu Đơn (thứ chính)  | Đặng Siêu, Tôn Lệ            |         |
| 2010 | Vô Cực Hạn          | Tiểu An (vai chính)  | Trương Hàn                   |         |
| 2017 | Ngộ Không kỳ truyện | A Nguyệt (thứ chính) | Bành Vu Yến, Nghê Ni, Âu Hào |         |

### Phim truyền hình
| Năm            | Tên                                      | Vai                                   |
| -------------- | ---------------------------------------- | ------------------------------------- |
| 2009           | Cùng Ngắm Mưa Sao Băng                   | Sở Vũ Tiêm                            |
| 2010           | Cùng Ngắm Mưa Sao Băng 2                 | Sở Vũ Tiêm                            |
| 2011           | Võ Tắc Thiên Bí Sử                       | Thái Bình công chúa                   |
| 2011           | Hoàng Đồ Đằng                            | Ninh Thái Điệp                        |
| 2012           | Thái Bình Công Chúa Bí Sử                | Thái Bình công chúa/An Định công chúa |
| 2012           | Một nửa đồng thoại                       | Giám đốc An                           |
| 2013           | Thời đại quý cô                          | Phương Diệc Phi/ Mục Tiểu Nghiên      |
| 2014           | Cổ kiếm kỳ đàm                           | Tương Linh                            |
| 2015           | Thiếu Niên Tứ Đại Danh Bổ (2015)         | Ôn Băng Nhi                           |
| 2015           | Ngũ Thử Đại Náo Đông Kinh                | Đinh Nguyệt Hoa                       |
| 2015           | Tình Yêu Vượt Qua Ngàn Năm               | Lâm Tương Tương                       |
| 2015           | Người Đàn Ông Bắt Được Cầu Vồng          | Ngô Thái Hồng                         |
| 2015           | Vẫn Cứ Thích Em                          | Tiêu Hàm                              |
| 2016           | Tịch Mịch Không Đình Xuân Dục Vãn        | Vệ Lâm Lang                           |
| 2016           | Thiên Thiên Hữu Hỷ 2                     | Bạch Tuyết Đảo Chủ                    |
| 2016           | Mỹ Nhân Tư Phòng Thái                    | Tống Ngọc Điệp                        |
| 2016           | Yêu em từ cái nhìn đầu tiên              | Bối Vy Vy                             |
| 2017           | Người Tình Phỉ Thúy                      | Thẩm Thần Hy                          |
| 2017           | Hạ Chí Chưa Tới                          | Lập Hạ                                |
| 2018           | Vì em, anh nguyện thương yêu cả thế giới | Lý Mộc Tử                             |
| 2018           | Sổ tay bảo mẫu của tôi                   | Saori                                 |
| 2019           | Thanh Xuân Đấu                           | Hướng Chân                            |
| 2019           | Bi thương ngược dòng thành sông          | Dịch Dao                              |
|                | Bất Vương Chi Vương                      |                                       |
| Thiện Nữ U Hồn | Nhiếp Tiểu Thiện                         |                                       |
| Tuyệt Mật Giả  | Tô Gia Mạn                               |                                       |

### Phim ngắn
| Năm  | English title             | Chinese title | Vai               | Notes/Ref. |
| ---- | ------------------------- | ------------- | ----------------- | ---------- |
| 2010 | Kissing Fish              | 接吻鱼        |                   |            |
| 2010 | Shutter Love              | 如果遇见      | Xiao Han          |            |
| 2014 | The Twilight Saga         | 暮光之城      | Bella             | [ 27 ]     |
| 2016 | Jasmine Flowers           | 茉等花开      |                   | [ 28 ]     |
| 2017 | Zhu Xian: Yun Meng Valley | 诛仙云梦川    | Ling Long/ Duo Yi | [ 29 ]     |

## Âm nhạc

### Đĩa đơn
| Năm  | Tên                | Album                             | Ghi Chú                     |
| ---- | ------------------ | --------------------------------- | --------------------------- |
| 2009 | Tôi Muốn Đôi Cánh  |                                   |                             |
| 2009 | Điệu Waltz tôi yêu | OST Cùng Ngắm Mưa Sao Băng        | Solo                        |
| 2009 | Điệu Waltz tôi yêu | OST Cùng Ngắm Mưa Sao Băng        | Song ca với Du Hạo Minh     |
| 2009 | Siêu Mộng Ảo       | OST game online Đại Thoại Thủy Hử |                             |
| 2011 | Yêu Đến Vô Cùng    | OST Không Giới Hạn                |                             |
| 2015 | Không Thể Quên     | OST Tình Yêu Vượt Qua Ngàn Năm    | Song ca với Tỉnh Bách Nhiên |
| 2015 | Hoa Và Thiếu Niên  | OST game show Hoa Tỷ Đệ mùa 2     |                             |

## MV
| Năm  | Tên                                      | Ca sĩ                    | Ghi chú                    |
| ---- | ---------------------------------------- | ------------------------ | -------------------------- |
| 2009 | Ái Đích Hoa Nhĩ Từ (Điệu Valse Tình Yêu) | Trịnh Sảng - Du Hạo Minh |                            |
| 2009 | Điệu Waltz Tôi Yêu                       | Trịnh Sảng - Du Hạo Minh |                            |
| 2009 | Ngắm Trăng Dần Lên Cao                   | Trương Kiệt              |                            |
| 2009 | Hãy Để Anh Hát Một Bài Hát Tặng Em       |                          | OST Cùng Ngắm Mưa Sao Băng |
| 2009 | Khoái Lạc Xuất Phát                      |                          |                            |
| 2010 | Một Nửa Đôi Cánh Bên Trái                | Hứa Phi                  |                            |
| 2010 | Đề Bài Tập                               | Giang Ánh Dung           |                            |
| 2010 | Wishing For U                            |                          |                            |
| 2010 | Nguồn Lực Tuổi Trẻ                       |                          |                            |

## Giải thưởng
| Năm  | Giải                                                      | Hạng Mục                                                           | Phim           | Kết Quả   |
| ---- | --------------------------------------------------------- | ------------------------------------------------------------------ | -------------- | --------- |
| 2009 | CRI International Online Entertainment                    | Nữ diễn viên nổi tiếng nhất                                        |                | Đoạt giải |
| 2009 | Nghệ sĩ mới                                               | Best Crossove Singer-Ganadora                                      |                | Đoạt giải |
| 2009 | Phim truyền hình Sohu - Mùa hè                            | Nữ diễn viên được yêu thích nhất                                   |                | Đoạt giải |
| 2010 | Liên hoan phim truyền hình Kim Ưng lần thứ 25             | Nữ diễn viên xuất sắc nhất                                         | Vườn Sao Băng  | Đề cử     |
| 2010 | Lễ hội mùa thu phim truyền hình mạng                      | Cặp đôi được yêu thích nhất                                        |                | Đoạt giải |
| 2010 | Lễ hội mùa thu phim truyền hình mạng                      | Nữ diễn viên mới xuất sắc nhất                                     |                | Đoạt giải |
| 2010 | Drama Awards TV                                           | Cặp đôi màn ảnh được yêu thích nhất                                | Đề cử          |           |
| 2010 | Drama Awards TV                                           | Nữ diễn viên mới xuất sắc nhất                                     | Đề cử          |           |
| 2010 | Kim Ưng                                                   | Nữ diễn viên được yêu thích nhất                                   | Đề cử          |           |
| 2010 | Đêm Gala BQ 2010 (Thảm đỏ)                                | Bộ phim truyền hình xuất sắc nhất                                  |                |           |
| 2010 | Mongolian Cow Sour Yogurt Music Billboard rookie festival | Nghệ sĩ mới xuất sắc nhất                                          |                |           |
| 2011 | Phim truyền hình Sohu - Mùa hè                            | Cặp đôi màn ảnh (với Trương Hàn)                                   |                |           |
| 2011 | Film Top List Festival New Power                          | Gương mặt mới của màn ảnh xuất sắc nhất                            |                |           |
| 2012 | Liên hoan phim Kim Tượng lần thứ 31                       | Nữ diễn viên mới được yêu thích nhất                               | Họa Bích       | Đề cử     |
| 2012 | Liên hoan phim truyền hình Kim Mã lần thứ 8               | Nữ diễn viên khí chất                                              |                |           |
| 2012 | Hong Kong Film Directors' Guild Award                     | Nữ diễn viên mới xuất sắc nhất                                     | Hoạ Bích       |           |
| 2013 | Entertainment Live Rankings                               | Nghệ sĩ tiềm năng                                                  |                |           |
| 2013 | Thần tượng châu Á 2013                                    | Cặp đôi màn ảnh được yêu thích nhất                                |                | Đề cử     |
| 2013 | Drama Awards TV                                           | Cặp đôi ngọt ngào nhất màn ảnh                                     |                | Đề cử     |
| 2014 | LHP truyền hình Hoa Đỉnh lần thứ 13                       | Diễn viên phim truyền hình được yêu thích nhất                     | Cổ Kiếm Kỳ Đàm | Đoạt giải |
| 2015 | Star Show 2015                                            | Nữ diễn viên truyền hình xuất sắc nhất                             |                | Đoạt giải |
| 2015 | Chinese TV Good Actor                                     | Nữ diễn viên truyền hình xuất sắc nhất                             |                | Đoạt giải |
| 2015 | Baidu Post Bar Fans Festival                              | Nữ diễn viên quyền lực nhất                                        |                | Đoạt giải |
| 2015 | Sinh nhật 10 năm Baidu                                    | Ngôi sao được quan tâm nhất                                        |                |           |
| 2016 | Đêm Iqiyi 2016                                            | Nữ diễn viên nổi tiếng nhất                                        |                | Đoạt giải |
| 2016 | Hoa Đỉnh lần thứ 19                                       | Nữ diễn viên được yêu thích nhất thể loại phim truyền hình cận đại |                | Đoạt giải |
| 2016 | Phim truyền hình chất lượng                               | Nữ diễn viên nổi tiếng nhất                                        |                | Đoạt giải |
| 2016 | Star Power List Annual Awards Ceremony                    | Nữ diễn viên nổi tiếng nhất khu vực Đại Lục                        |                | Đoạt giải |
| 2017 | OPPO Giải khóa Thịnh điển Giải trí NetEase                |                                                                    |                |           |
| 2017 | Sức ảnh hưởng truyền hình weibo                           | Nghệ sĩ có lượt tìm kiếm nhiều nhất                                |                | Đoạt giải |
| 2019 | Nghệ sĩ được yêu thích nhất                               | Minh tinh có độ nổi tiếng nhất trên Weibo                          |                | Đoạt giải |